# Camp d'internement de Muntilan

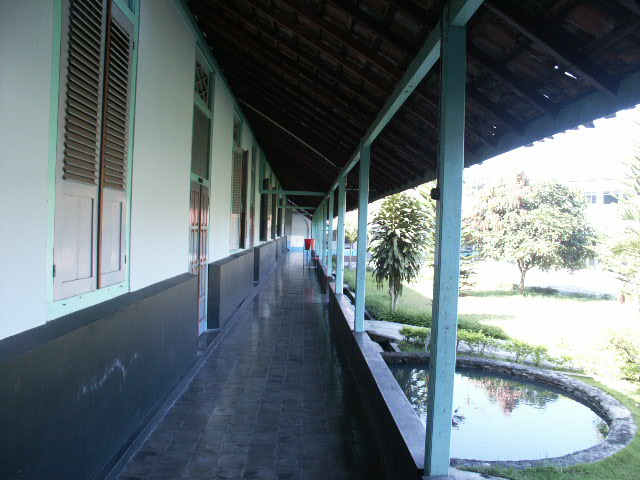
Ce qui était le camp de Muntilan.

Le camp d'internement de Muntilan (Bunsho III, Camp 13 pour l'administration japonaise) était un camp d'internement japonais pour les femmes et les enfants pendant la Seconde Guerre mondiale dans les Indes orientales néerlandaises. 

## Le camp
Il se situait dans le Xavierus College (un établissement des Jésuites), dans le kecamatan (district) de Muntilan, sur la route entre Magelang et Yogyakarta  à Muntilan (en) sur l'île de Java.

## Histoire du camp
Ce camp exista du 27 décembre 1942 jusqu'au 14 août 1945.
En septembre 1943, environ 2 000 Néerlandais de Surabaya y furent internés. Et à la mi-1944 s'y ajoutèrent 2 000 femmes et enfants venant d'autres camps. Le 9 juin 1945, on comptait 4 515 internés. Il y eut 140 décès, dont 135 dans la dernière année (de mars 1944 à août 1945).
Certaines des internées devinrent des « femmes de réconfort ».

## Internés
- Pieter H. Groenevelt[6]
- Catherine Rouhard[7]

## Galerie

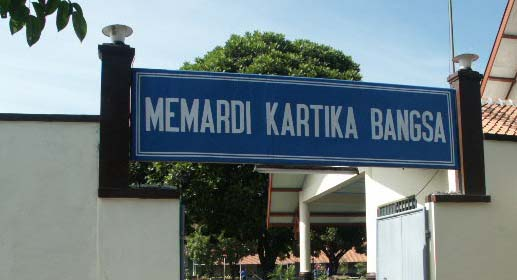
L'entrée de ce qui était le camp.
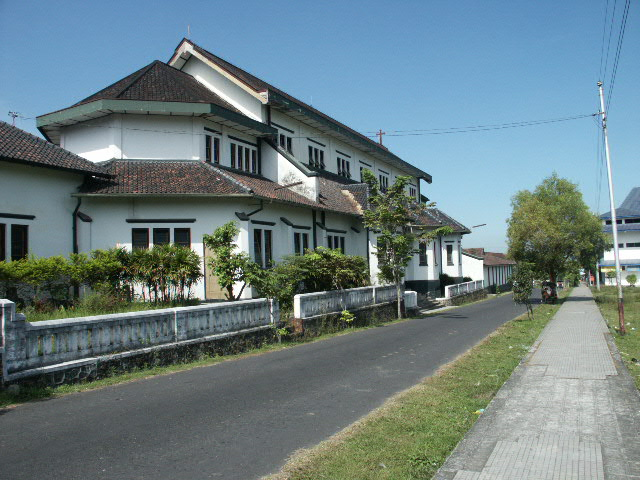
L'ancien camp.

## Source de la traduction
- (nl) Cet article est partiellement ou en totalité issu de l’article de Wikipédia en néerlandais intitulé « Muntilan#Japanse bezetting » (voir la liste des auteurs).